# Proceso de escritura

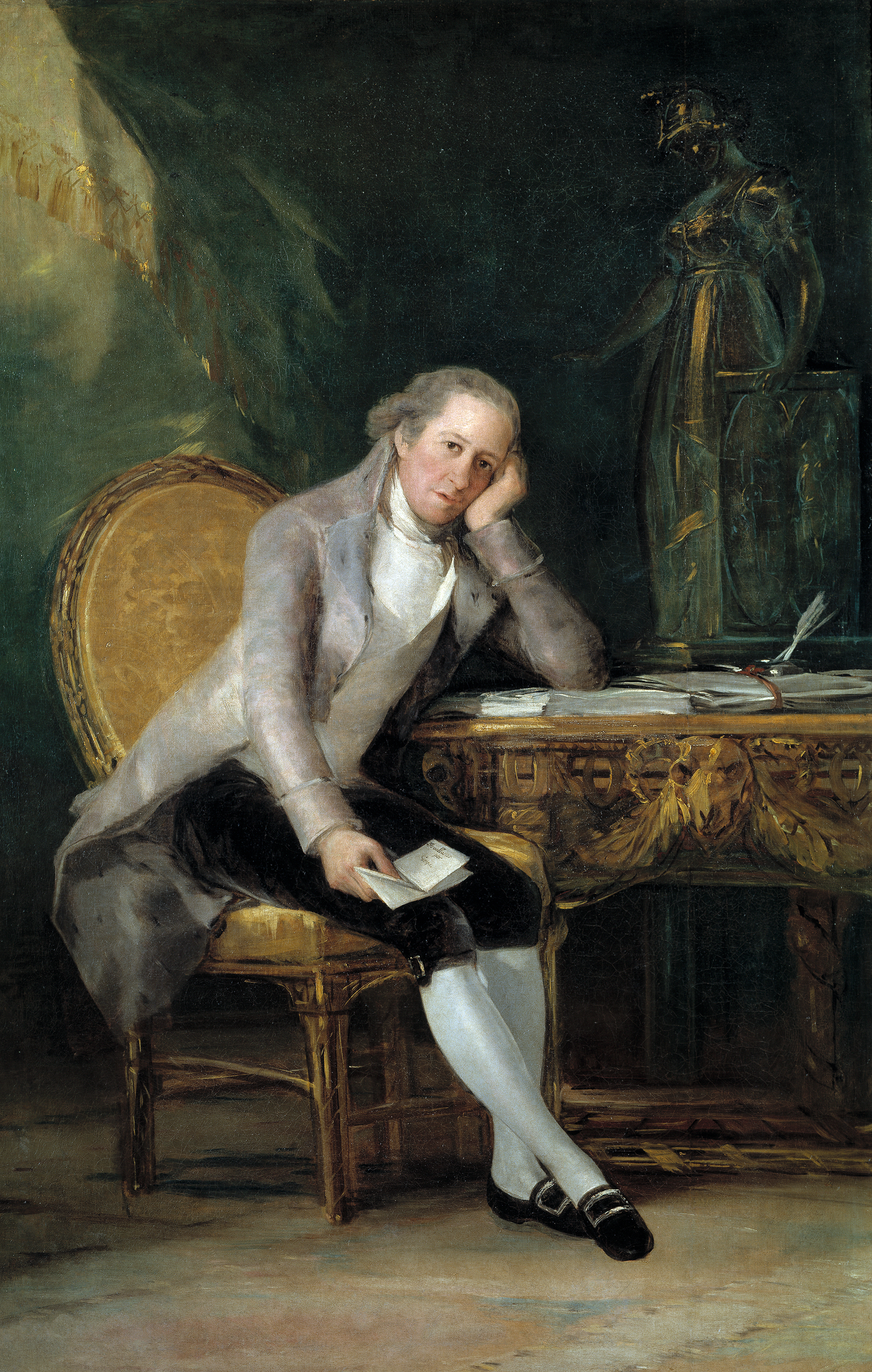
Retrato de Gaspar Melchor de Jovellanos de Francisco de Goya, 1798

El proceso de escritura es un término utilizado en educación.
En 1971, Donald M. Murray publicó un breve manifiesto titulado "Teach Writing as a Process Not Product", una frase qué se convirtió en un grito de guerra para muchos profesores de escritura. Diez años más tarde, en 1982, Maxine Hairston argumentó que la enseñanza de la escritura había experimentado un "cambio de paradigma" cambiando el foco de productos escritos a procesos de escritura.
Por muchos años,  se asumió que el proceso de escritura generalmente operaba en alguna variación de tres a cinco "etapas"; la configuración de abajo es típica:
- Escritura previa
- Redactando (ve Borrador (documento))
- Revisando (ve Revisión (escritura))
- Editando (ve Corrección de pruebas)
- Publicando

Lo que es ahora llamado "post-proceso"  demuestra que rara vez es necesario describir esas "etapas" como pasos fijos en un proceso estricto. Más bien, se conceptualizan en forma más precisa como partes superpuestas de un todo complejo o partes de un proceso recursivo que se repite múltiples veces durante el proceso de escritura. Así, los escritores rutinariamente descubren que, por ejemplo, los cambios editoriales disparan lluvia de ideas y un cambio de propósito; que la corrección se interrumpe temporalmente para corregir una falta de ortografía; o que el límite entre la escritura previa y la redacción no es tan obvio.

## Aproximaciones al proceso

### Teoría de proceso cognitivo de escritura (Modelo Florwer–Hayes)

#### Visión general de modelo cognitivo
Flower y Hayes extienden la situación retórica de Bitzer para convertirla una serie de problemas retóricos, es decir, cuándo un escritor tiene que representar la situación como problema para ser solucionado, como la invocación de una audiencia particular a una aproximación simplificada para encontrar un tema y completar la escritura en dos páginas para la clase del lunes. (472)
En "The Cognition of Discovery" Flower y Hayes se expusieron para descubrir las diferencias entre escritores buenos y malos. Llegaron a tres resultados en su estudio, lo que sugiere que los buenos escritores desarrollan las siguientes tres características cuándo solucionan sus problemas retóricos:
1. Los escritores buenos responden a todos los problemas retóricos
2. Los escritores buenos construyen su representación de problema creando una red particularmente rica de metas para afectar al lector; y
3. Los escritores buenos representan el problema no sólo en mayor amplitud, sino en profundidad. (476)

Flower y Hayes sugieren que los instructores de composición deben considerar mostrar a los estudiantes cómo "explorar y definir sus propios problemas, incluso dentro de las limitaciones de una asignación (477). Ellos creen que "los escritores descubren qué  quieren hacer con insistencia, explorando enérgicamente el problema entero ante ellos y construyendo para ellos una imagen única del problema que quieren resolver."

#### Crítica de modelo cognitivo
Patricia Bizzell argumenta que incluso aunque los educadores pueden tener una comprensión de "cómo" el proceso de escritura ocurre, los educadores no deberían suponer que este conocimiento puede contestar la pregunta  "sobre 'por qué' el escritor hace elecciones seguras en situaciones seguras", 
Ya que la escritura siempre está situada dentro de una comunidad discursiva (484). Ella discute cómo el modelo de Flower y Hayes confía en lo que se llama el proceso de "traducir ideas en lenguaje visible" (486). Este proceso ocurre cuándo los estudiantes "tratan escritos ingleses como puestos de contenedores a los que se vierte significado" (486). Bizzell sostiene que este proceso "sigue siendo la caja vacía" en el modelo de proceso cognitivo, ya que descontextualiza el contexto original del texto escrito, negando el original. Argumenta que "La escritura no contribuye tanto al pensamiento como a proporcionar una ocasión para pensar..."

### Modelo social de escribir proceso
"El objetivo del aprendizaje colaborativo es ayudar a los estudiantes a encontrar más control en su situación de aprendizaje."
Incluso la gramática tiene una vuelta social en la escritura: " 
"Es posible que para tener plenamente en cuenta el desprecio que suscitan algunos errores de uso, tendremos que entender mejor la relación entre el lenguaje, el orden y las fuerzas psíquicas profundas que las violaciones lingüísticas percibidas parecen despertar en personas de otro modo amables" (Williams 415). Así que uno no puede decir simplemente que una cosa es correcta o incorrecta. Hay una diferencia de grados atribuidos por fuerzas sociales.

### Teoría del proceso expresivista de la escritura
Según la teoría expresivista, el proceso de escribir está centrado en la transformación del escritor. Esto implica que el escritor cambia en el sentido que la voz y la identidad están establecidas y el escritor tiene un sentido de él o de ella mismo. Esta teoría se convirtió en popular a fines de 1960s y principios de 1970s. Según el artículo de Richard Fulkerson  "Cuatro Filosofías de Composición", el foco del expresivismo es que los escritores tengan "... una interesante, creíble, honesta, y personal voz". Por otra parte los defensores del proceso expresivista ven esta teoría para formar a los estudiantes completos y sanos tanto emocional como mentalmente. Quienes enseñan este proceso a menudo focalizan en diarios y otras actividades de aula para focalizar a los estudiantes en el autodescubrimiento y al tiempo, en escritura de bajo riesgo. Las figuras prominentes en el campo incluyen a John Dixon, Ken Macrorie, Lou Kelly, Donald C. Stewart y Peter Elbow.

### Aproximaciones históricas a composición y proceso
Una respuesta histórica al proceso se refiere principalmente a la forma en que la escritura ha sido moldeada y gobernada por fuerzas históricas y sociales. Estas fuerzas son dinámicas y contextuales, y por lo tanto hacen improbable cualquier iteración estática del proceso.
Becarios notables que ha conducido este tipo de investigación incluye teóricos de medios de comunicación como Marshall McLuhan, Walter Ong, Gregory Ulmer, y Cynthia Selfe. Mucho del trabajo de McLuhan, por ejemplo, está centrado alrededor del impacto de la lengua escrita en culturas orales, grados al cual varios medios de comunicación son accesibles e interactivos, y las maneras en qué medios de comunicación electrónicos determinan patrones de comunicación. Su evaluación de tecnología como formadora de sociedades humanas y psíquicas indica una conexión fuerte entre alfabetización y fuerzas históricas prácticas.

### Autobiografías
Tan atractivo como compartir documentos puede ser para los estudiantes con autismo en particular, ser capaz de contextualizar la historia de su vida en el contexto de su discapacidad podría ser la expresión más poderosa del proceso de escritura en general. Rose ilustra que la creación de la identidad narrativa en un sentido convencional es bastante difícil para los estudiantes autistas debido a sus desafíos con la comunicación interpersonal. Las narrativas de los estudiantes autistas a veces pueden ser preocupantes para los compañeros neurotípicos con los que comparten su trabajo, como observa Rose al citar al autobiógrafo autista Dawn Price-Hughes, ""A veces, llegar y comunicar no es fácil - puede traer tristeza y pesar. Algunos de mis familiares y amigos, después de leer el manuscrito de este libro, estaban profundamente entristecidos al aprender cómo experimenté mi mundo."
Rose apunta a la conocida obra de Temple Grandin y Donna Williams como ejemplos de autobiografías autistas y análogas hacia la utilidad de las autobiografías de las mujeres defendidas por Susan Stanford Friedman para mostrar la interconectividad de las mujeres, sugiriendo lo mismo que se puede aprender a través de autobiografías autísticas Escribe que tales trabajos pueden minimizar la "patologización de la diferencia" que puede ocurrir fácilmente entre los estudiantes autistas y los pares neurotípicos puedan ser desglosada por tales autobiografías.Como Rose dice directamente, "Argumento aquí que la conciencia de la relacionalidad de la escritura de la vida autística y el reconocimiento de su corolario como testimonio y atención a las relaciones materiales de la producción de estos textos es particularmente útil para evaluar su significado social"
Desde una perspectiva retórica el uso para estudiantes con incapacidades (no solo estudiantes autistas) parece para ser prometedor. Parecería fomentar el sentido de una comunidad entre los estudiantes con discapacidades y ayudar a que estas voces sean introducidas desde los márgenes de manera similar a la forma en que Mike Rose se refiere a los estudiantes de los entornos desfavorecidos y sus necesidades en Lives on the Boundary.

## Editando
La edición tiene muchos niveles operando encima (dependiendo como los editores procesan son típicamente cinco niveles).
El nivel más bajo es el único que la mayoría de la gente piensa que es la edición realmente, pero de hecho es el menos importante de los diversos proceso de edición.
El más bajo, llamado a menudo edición en línea es la etapa en el proceso de escritura donde el escritor hace los cambios en el texto para corregir errores (ortografía, gramática, o mecánica) y afinar su estilo. Teniendo revisado el borrador de contenido, la tarea del escritor es ahora hacer cambios que mejorarán la comunicación real con el lector. Dependiendo del género, el escritor puede escoger adherir a las convenciones de Standard English. Estas convenciones todavía están siendo desarrolladas y las resoluciones en los asuntos polémicos pueden variar dependiendo de la fuente. Una fuente como Strunk y White Elements of Style, primero publicado en 1918, es una autoridad bien establecida en convenciones estilísticas. Un manual más reciente para estudiantes es A Writer's Reference de Diana Hacker. Un recurso electrónico es Purdue Online Writing Lab (OWL), donde los escritores pueden buscar un asunto concreto para encontrar una explicación de convenciones gramaticales y mecánicas.
Corregir para:
- Ortografía
- Sujeto/verbo acuerdo
- Verbo consistencia tensa
- Consistencia de punto de vista
- Errores mecánicos
- Elección de palabra
- Uso de palabra (allí, su o son)

## Lecturas seleccionadas
- Berthoff, Ann. "The Making of Meaning: Metaphors, Models and Maxims for Writing Teachers".
- Brand, Alice G. "The Why of Cognition: Emotion and the Writing Process". CCC 38.4 (1987): 436-443.
- Bruffee, Kenneth A. "Collaborative Learning and the 'Conversation of Mankind'" College English 46.7 (1984): 635-652.
- Elbow, Peter. Writing without Teachers 2nd ed. Oxford University Press, USA, 1998.
- Flower, Linda and John R. Hayes. "A Cognitive Process Theory of Writing". CCC 32.4 (1981): 365-387.
- Guffey, Rhodes and Rogin. "Business Communication: Process and Product". Third Brief Canadian Edition. Thomson-Nelson, 2010.
- Murray, Donald. Writing to Learn 8th ed. Wadsworth. 2004
- Pattison, Darcy. Paper Lightning Archivado el 12 de mayo de 2008 en Wayback Machine.: Prewriting Activities to Spark Creativity and Help Students Write Effectively.
- Sommers, Nancy. "Revision Strategies of Student Writers and Experienced Adult Writers". CCC 31.4 (1980): 378-388.